# Calf of Man Low Light
Le Calf of Man Low Light est un ancien phare maritime situé dans l'ouest de l'île de Calf of Man, au sud-ouest de l'île de Man en mer d'Irlande.
D'une idée née en 1794 et d'une conception réalisée en 1816 par le constructeur de phares Robert Stevenson, il fut construit au cours de l'année 1818 et mis en service le 1er septembre en même temps que le Calf of Man High Light pour signaler la présence du récif de Chicken Rock au sud-ouest de Calf of Man : lorsque les deux faisceaux lumineux des deux phares apparaissaient en même temps à un navire, cela signifiait que Chiken Rock se trouvait entre le navire et les deux tours. Mais dans environ un tiers des cas, le faisceau de la tour la plus élevée, celle de Calf of Man High Light, se trouvait dans la brume ce qui rendait la détection de Chicken Rock malaisée.
Ce dispositif était composé des logements des gardiens et de deux tours circulaires en pierre distantes de 170 mètres (560 pieds), de 114 (375) et 86 mètres (282 pieds) d'altitude et produisant chacune un faisceau blanc rotatif. Les deux phares ont cessé de fonctionner en 1875 lorsque le phare de Chicken Rock construit directement sur le récif est entré en service. Les deux tours et les logements sont depuis à l'abandon et dégradés.
L'ancien phare de Calf of Man, en service de 1968 au 21 juin 2007, se situe à proximité des deux tours.